# Габирниця
Га́бирниця (болг. Габърница) — село у Варненській області Болгарії. Входить до складу общини Ветрино.

## Населення
За даними перепису населення 2011 року у селі проживали 106 осіб.
Національний склад населення села:
| Національність   | Кількість осіб | Відсоток |
| ---------------- | -------------- | -------- |
| болгари          | 97             | 91,5%    |
| турки            | 8              | 7,5%     |
| цигани           | 0              | 0%       |
| Всього відповіли | 106            |          |

Розподіл населення за віком у 2011 році:
Динаміка населення: